# Nagyvázsony
Nagyvázsony is een plaats in het comitaat Veszprém in Hongarije. De plaats ligt 20 km ten noordwesten van Balatonfüred, 27 km van het westelijk gelegen Tapolca en 23 km van het oostelijk gelegen Veszprém.
Nabij Nagyvázsony ligt de gerestaureerde burcht met de 28 meter hoge woontoren. De bovenste vertrekken zijn ingericht als museum, dat genoemd is naar Pál Kinizsi, die het slot verdedigde tegen de Turken. Zijn grafmonument van rood marmer staat in de burchtkapel en zijn ruiterstandbeeld op het voorplein. In het park aan de andere kant van de burcht worden riddertoernooien georganiseerd.
Het daar omstreeks 1900 gebouwde slot is nu als hotel in gebruik.
In de omgeving is een boerenwoning als toeristenherberg in gebruik en een andere als postmuseum.
Dit was vroeger het poststation waar van paarden werden gewisseld.
Aan de Bercsény utca is een openluchtmuseum. Aan de rand van het dorp zijn de ruïnes van een klooster en een kerk blootgelegd.

## Geboren
- Teddy Kollek (1911-2007), Israëlisch politicus